# Cassandre
Pour les articles homonymes, voir Cassandre (homonymie).
Dans la mythologie grecque, Cassandre (en grec ancien Κασσάνδρα / Kassándra) est la fille de Priam (roi de Troie) et d'Hécube. Certaines sources en font également la sœur jumelle du devin Hélénos. Elle porte parfois le nom d'Alexandra en tant que sœur de Pâris-Alexandre.
Elle reçoit d'Apollon le don de dire l'avenir en échange de la promesse de s'offrir à lui. Se refusant au dieu, ce dernier décrète que ses prédictions ne seront jamais crues, même de sa famille.
Selon d'autres sources, comme chez Hyginus et Apollodore, Cassandre n'a brisé aucune promesse ; les pouvoirs lui ont été offerts comme tentative de séduction et c'est quand ceux-ci échouent à la faire l'aimer qu'Apollon maudit Cassandre.

## Étymologie
Pour Hjalmar Frisk (Griechisches Etymologisches Wörterbuch, Heidelberg, 1960–1970), l'étymologie du nom Cassandre est « inexpliquée », le chercheur citant « plusieurs hypothèses » trouvées chez Wilhelm Schulze, Edgar Howard Sturtevant, J. Davreux, et Albert Carnoy. Quant à R. S. P. Beekes, il cite García Ramón, qui fait dériver le nom de la racine proto-indo-européenne *(s)kend- « lever ». Le Online Etymology Dictionary commente lui que « cependant, le deuxième élément ressemble à une forme féminine du grec andros « de l'homme, de l'être humain mâle »… ». Watkins suggère la racine protoindoeuropéenne *(s)kand- « briller » comme racine pour le second élément. Le nom est aussi rapproché de kekasmai, qui signifie « surpasser, exceller ».

## Mythe

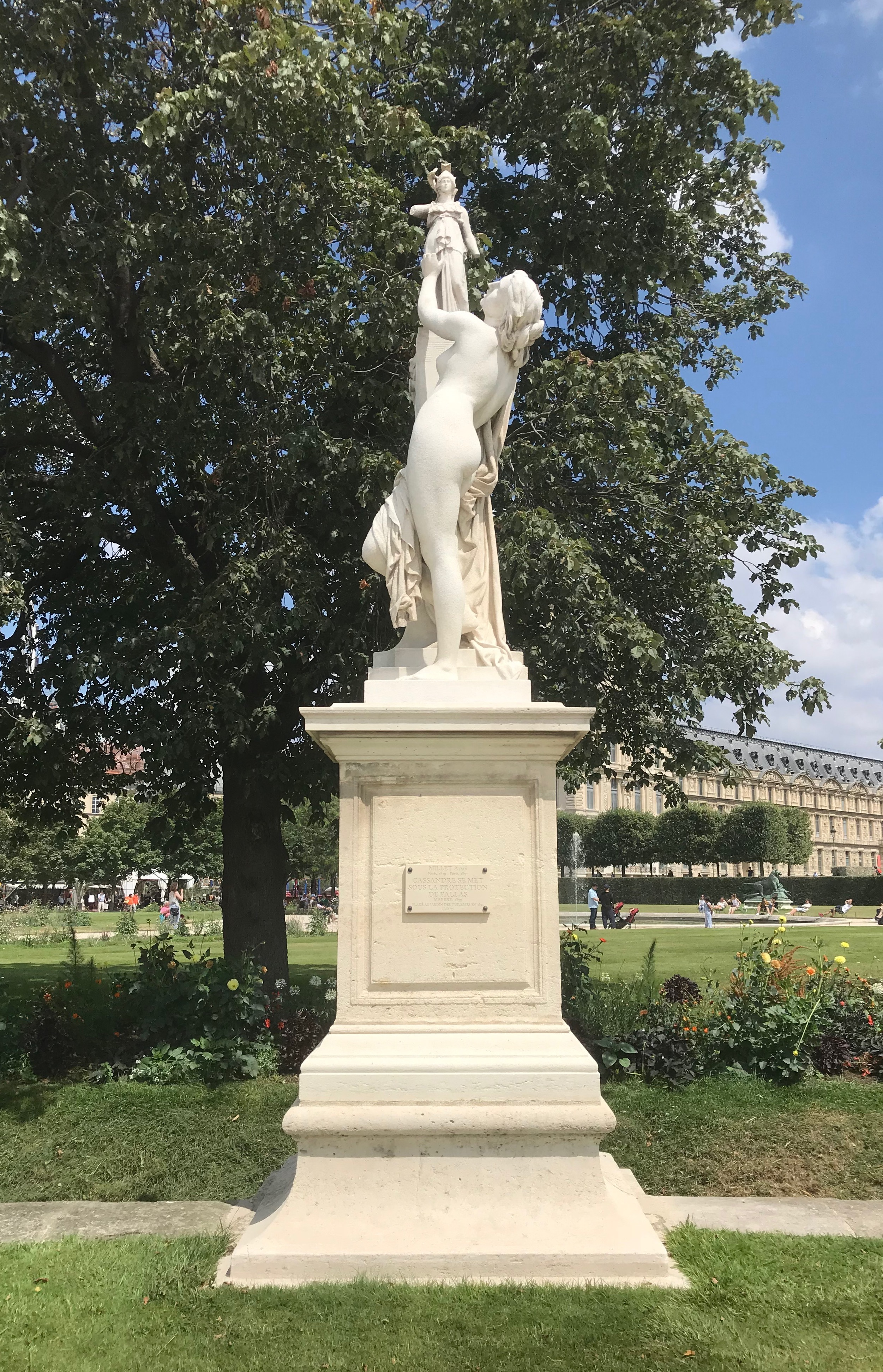
Cassandre se met sous la protection de Pallas, Aimé Millet (1819-1891), jardin des Tuileries, Paris.

Cassandre était connue pour sa très grande beauté, « semblable à l'Aphrodite d'or » nous dit Homère, ce qui amena Apollon à tomber amoureux d'elle. Souhaitant qu'elle se donne à lui, il lui accorda en échange le don de prophétie. Cassandre accepta le don mais se refusa au dieu au dernier moment. Apollon lui cracha à la bouche, ce qui l'empêcherait à jamais de se faire comprendre ou d'être crue, même par sa propre famille.
Alors que sa mère était à nouveau enceinte, Cassandre lui prédit que le fruit de sa chair causerait la perte de Troie. Sa mère écarta donc son frère Pâris de la ville si chère à ses yeux. Cassandre prévint Pâris, à son retour, que son voyage à Sparte l'amènerait à enlever Hélène et causerait ainsi la perte de Troie. Lorsque Pâris ramena Hélène à Troie, Cassandre était seule à prédire le malheur, alors que les Troyens étaient subjugués par la beauté de la jeune Grecque.
Elle avertit également que le cheval offert par les Grecs était un subterfuge qui conduirait Troie à sa perte. Plus Cassandre voyait l'avenir avec précision, moins on l'écoutait . En transe, elle annonçait des événements terribles dans un délire qui la fit passer pour folle. De ce fait, chacun la fuyait.
À cause de ses prédictions jamais écoutées et toujours réalisées, ses proches finissent par croire qu'elle porte malheur, surtout quand son fiancé Corèbe, prince phrygien, prit part au combat, malgré les avertissements de Cassandre, et fut tué sur le champ de bataille. L'identité de celui qui lui porta le coup fatal varie selon les sources. Par ailleurs, selon Homère, elle a un autre fiancé : avant la Guerre de Troie, le roi Priam avait promis la main de sa fille à Othryonée, habitant de la ville de Cabésos, en échange de sa participation à la guerre, mais Idoménée tua ce dernier d'un coup de lance dans le ventre. Les princes étrangers qui courtisaient Cassandre, luttant aux côtés des Troyens, tombèrent sous le coup des guerriers grecs ; Cassandre était ainsi vouée à rester seule et à ne jamais se marier.
Télèphe, fils d'Héraclès, refusa de combattre contre Troie avec les Grecs. Le père de Cassandre, Priam, sollicita le fils de Télèphe, Eurypyle, de prendre son parti et de conduire ses hommes à la guerre avec les Troyens. Si Télèphe refusa aux Grecs de prendre part à la guerre à cause de son épouse Astyoché, liée à la maison de Troie (elle est la tante de Cassandre), Priam parvint à convaincre Eurypyle de le rejoindre en achetant la réticence de sa mère Astyoché : la récompense était un pied de vigne d'or divin. Mais pour l'auteur Dictys de Crète, Priam aurait surenchéri en offrant la main de Cassandre.
Eurypyle fut finalement tué par Néoptolème, peu avant la fin de la guerre.
C'est Cassandre depuis le sommet de la citadelle qui, la première, alors que l'aube se levait, vit le char mené par l'illustre Priam revenant vers les portes Scées de la ville, reconduisant le corps sans vie de son frère Hector qu'Achille avait bien voulu rendre.
Pendant que tous les soldats grecs envahissaient la ville, Cassandre, qui s'était réfugiée près du Palladium, fut violée par Ajax, alors qu'elle s’agrippait à la statue d'Athéna. Pour expier cet acte profanateur, les Locriens furent condamnés à envoyer chaque année à Troie deux jeunes filles vierges, destinées à être des servantes du Palladium ; si les habitants s'en emparaient avant qu'elles arrivent au temple, elles étaient immolées.
À la suite du drame, Cassandre fut retrouvée par les Grecs, qui décidèrent de l'épargner à la demande d'Agamemnon, celui-ci la trouvant à son goût. Rentré dans son royaume, il fut assassiné par Égisthe, l'amant de son épouse Clytemnestre, laquelle était furieuse de cette liaison et de l'immolation de sa fille Iphigénie. Elle poursuivit Cassandre et l'assassina à son tour. Cassandre avait eu au préalable une vision de son propre meurtre et de celui d'Agamemnon, mais ce dernier n'avait pas voulu la croire. Elle mourut sans regrets, ayant assisté au massacre de sa famille.

## Interprétations
Gustav Hinrichs voyait en Cassandre une contrepartie d'Hélène, elle-même double humain de la déesse Aphrodite.
Selon Paul Wathelet, elle s'identifie à la déesse Alexandra, connue en Laconie et en Daunie, « où elle est invoquée par les jeunes filles qui veulent se débarrasser d'un fiancé non souhaité ». Son nom a été interprété comme « celle qui écarte les hommes ». Wathelet rappelle que tous les hommes qui l'ont approchée ont eu un destin funeste : Othryonée et Corèbe qui meurent misérablement, Ajax qui est foudroyé, Agamemnon qui est assassiné. Pour Jean Haudry, elle est « celle qui fait le malheur des hommes », initialement par le blâme.

### Syndrome de Cassandre
Cassandre est l'archétype du prophète maudit, condamné à ne pas être cru.

## Évocations artistiques

### Peinture antique

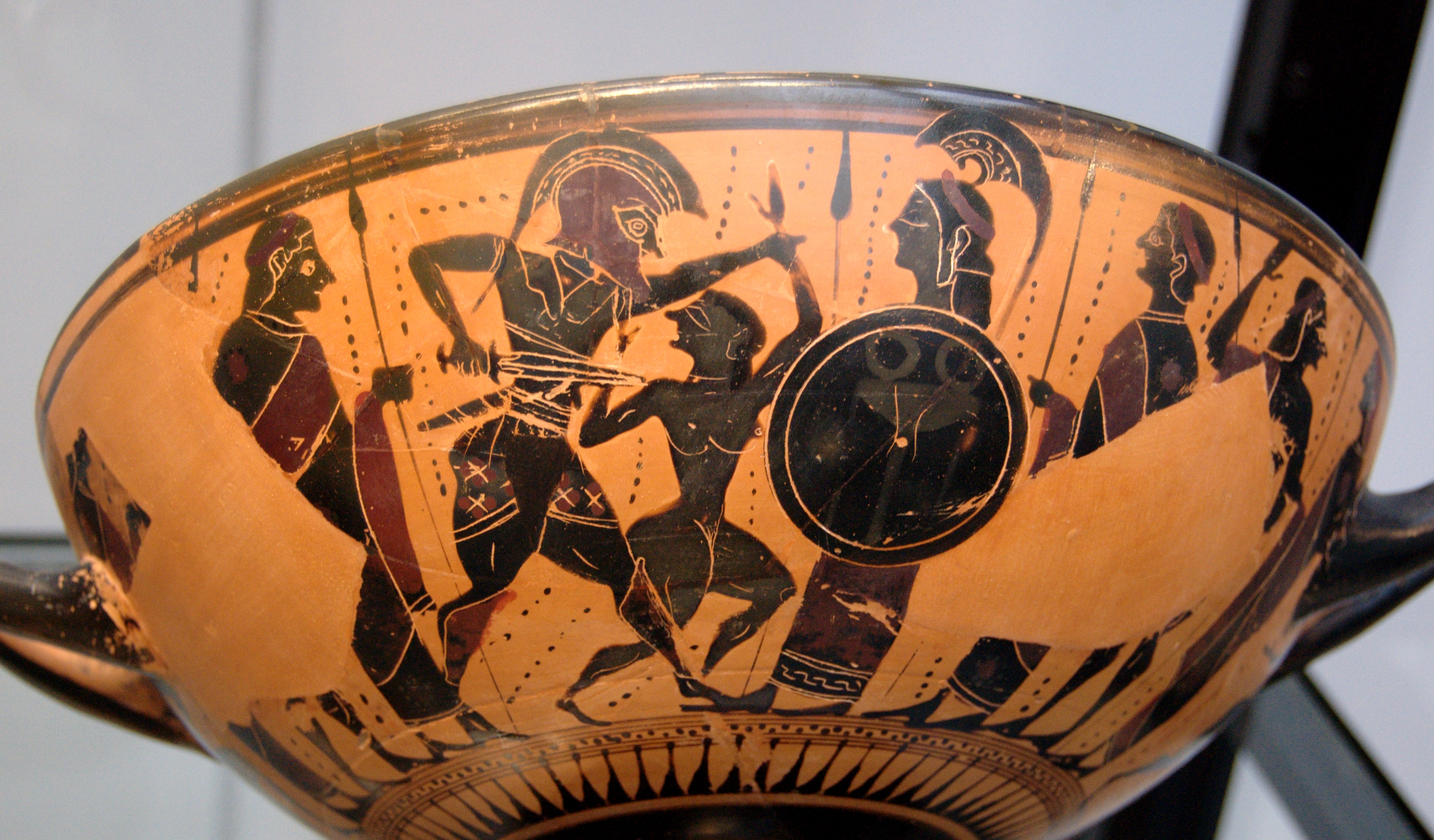
Ajax arrachant Cassandre du Palladium. Détail d'une kylix attique à figures noires, vers 550 avant J.-C. Munich, Antikensammlungen, inv. 2017A

Dès le VIe siècle avant J.-C., la figure de Cassandre est présente dans la céramique attique. La princesse troyenne est principalement rencontrée via les représentations du Sac de Troie. À l'instar d'épisodes comme la mort du roi Priam ou la remise d'Hélène à Ménélas, les peintres attiques s'inspirèrent du cycle troyen pour dépeindre Cassandre lors de son enlèvement par Ajax, fils d'Oïlée,,. Dans ces scènes, la Troyenne est représentée par les peintres comme fuyant l'arrivée du héros Ajax le Petit. Ce dernier est majoritairement dépeint armé d'une épée, revêtant la panoplie hoplitique. Face à la menace que représente le Grec, Cassandre tente de s'enfuir et se recroqueville aux pieds du Palladium, la statue d'Athéna Pallas. Le sacrilège est total, la violence exercée à proximité d'une statue d'une divinité représente une transgression gravissime. Cette thématique de la violence transgressive, incarnée également par Néoptolème lors de la mort de Priam, intéressa les peintres grecs dans ces scènes de guerre. Cela se retrouva notamment sur l'une des fresques peintes de la Stoa Poikilè d'Athènes, ce qu'aborda Pausanias dans sa Description de la Grèce.

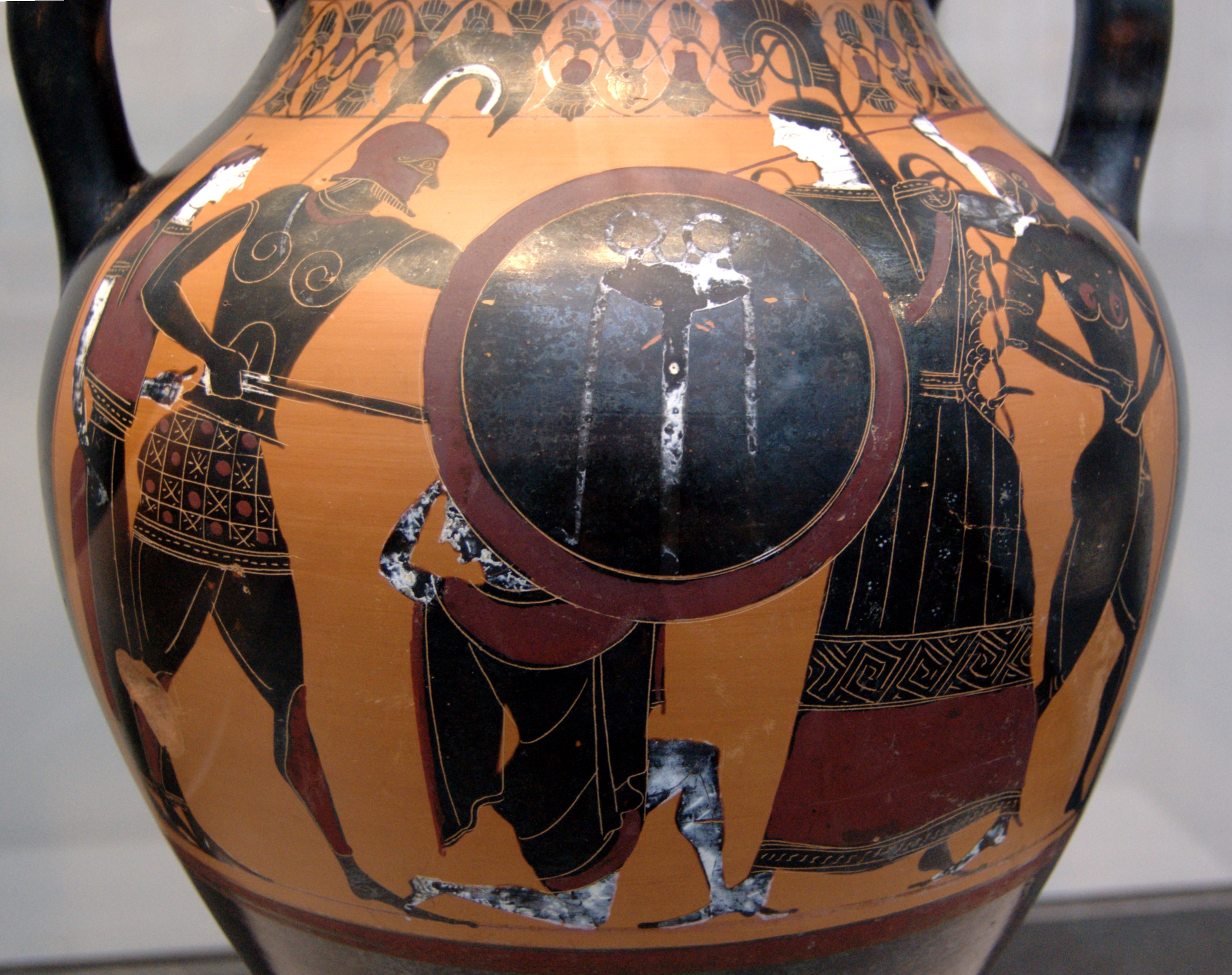
Ajax arrachant Cassandre du Palladium. Détail face A, amphore à panse de type B attique à figures noires attribuée au Groupe E, vers 540 avant J.-C. Munich, Antikensammlungen, inv. J617

Un parallèle peut être fait avec un autre épisode fréquemment représenté par les peintres attiques : la remise d'Hélène à Ménélas. Ces deux moments du Sac de Troie furent très prisés par les peintres. La figure masculine (Ménélas, Ajax), armée, protégée de la panoplie hoplitique, domine la figure féminine (Hélène, Cassandre), agressée, fuyant la violence. Par l'intermédiaire de la technique à figures noires, les contrastes réalisés par certains peintres, entre la peau blanche, parfois dévêtue, et l'armure soulignent également ces différences. Dans l'iconographie d'Ajax le Petit et Cassandre, la posture même de la troyenne, toute petite, recroquevillée, crée une opposition visuelle entre les deux personnages.
Une peinture de Polygnote, dans la Lesché des Cnidiens, un édifice à Delphes, aujourd'hui disparue, mettait en scène Cassandre selon le géographe Pausanias. Ajax fils d'Oïlée, bouclier à la main, s'approche de l'autel comme pour justifier par son serment de l'attentat qu'il allait commettre contre elle. La malheureuse est couchée à terre devant la statue de Pallas, elle l'embrasse même, et donne l'impression de vouloir l'emporter alors qu'elle l'a déjà ôtée de dessus son piédestal ; mais Ajax l'arrache impitoyablement de l'autel sous le regard des fils d'Atrée, casqués : Agamemnon et Ménélas, ce dernier portant un bouclier orné d'un dragon.

### Littérature antique
Homère, au chant XIII de l'Iliade, décrit Cassandre comme la plus jolie des filles de Priam. Au chant XI de l’Odyssée, il raconte son meurtre perpétré par Clytemnestre. Chez cet auteur, Cassandre n'est pas encore la grande prophétesse qu'elle deviendra chez d'autres.
La tragédie d'Eschyle, Agamemnon, montre tout son désespoir et son impuissance face à ses pouvoirs divinatoires. Dans Les Troyennes d'Euripide, Cassandre surgit toute tremblante d'une tente et, telle une folle, prédit à Clytemnestre le meurtre de son époux de sa main. Cassandre apparaît également sous le nom d'Alexandra, qui donne le titre au long poème tragique de Lycophron de Chalcis. Le philosophe latin Sénèque, dans sa pièce de théâtre Agamemnon, écrit le désespoir de Cassandre après la perte des siens lors de la guerre de Troie (v. 695-709). Nous retrouvons enfin Cassandre dans l’Énéide du poète latin Virgile.
Alexandra est également, selon Pascal Quignard, le titre de ce qui serait la « dernière tragédie grecque du monde antique » (2017), écrite à Alexandrie par l'érudit Lycophron, traduite en français en 1969 par Quignard,,.

### Littérature tardive

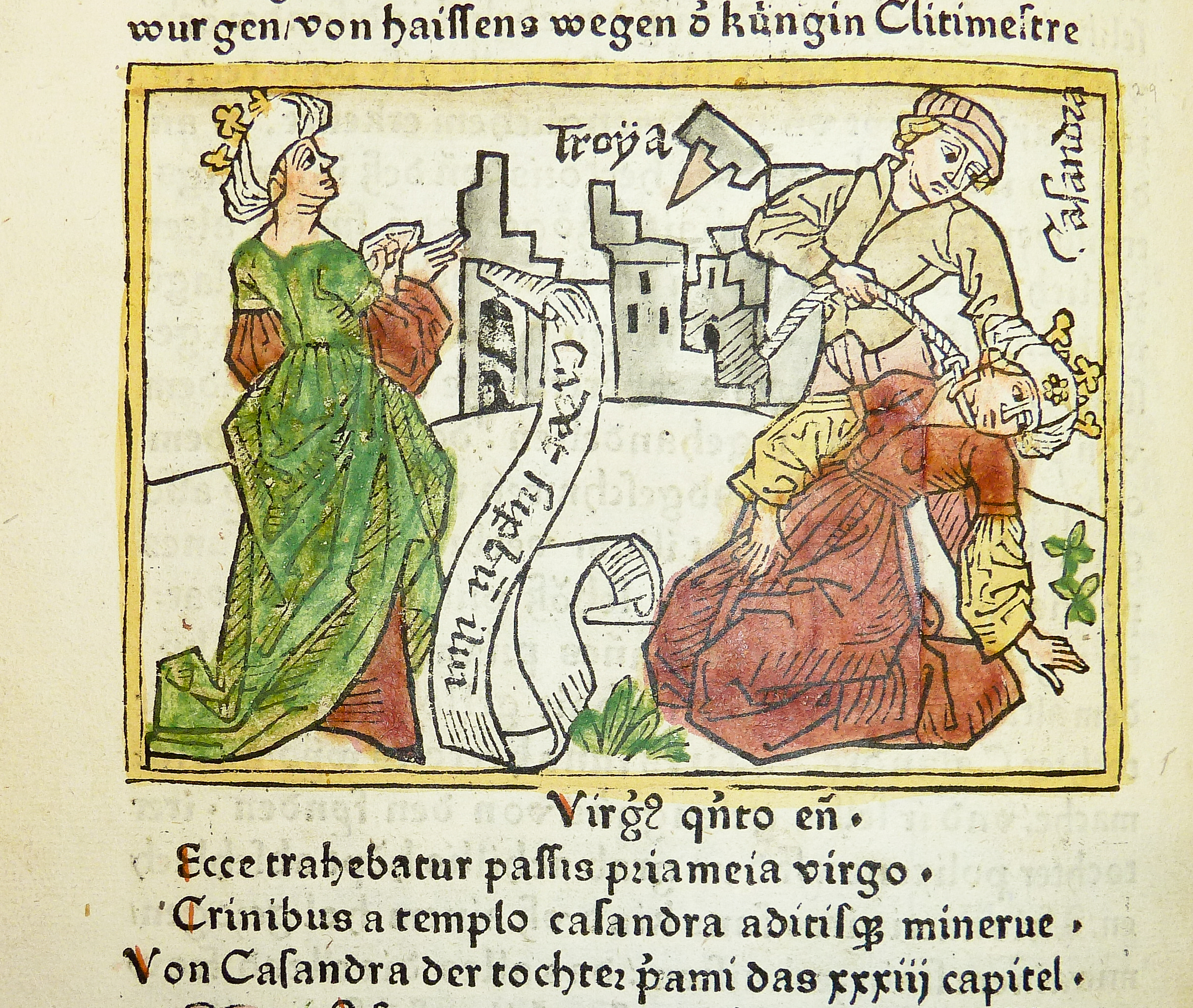
Illustration gravée sur bois de la prophétie de Cassandre sur la chute de Troie (à gauche) et sa mort (à droite), tirée d'une traduction allemande incunable par Heinrich Steinhöwel du De mulieribus claris de Boccace, imprimée par Johann Zainer à Ulm ca. 1474.

Le poète italien Boccace (1313-1375) introduit Cassandre parmi les 104 biographies Des dames de renom.
Ronsard y fait allusion dans le recueil des Amours dédié à Cassandre (1552), évoquant par exemple son aïeul Laomédon et sa bouche "prophète" qui le met en doute car ses yeux la démentent (sonnet XXIV). V. aussi les sonnets XXXIII, LXXIX.
Cassandre apparaît aussi dans "La Troade", tragédie de Robert Garnier, 1579, inspirée de la tragédie d'Euripide et de celle de Sénèque. Avant d'être emmenée pour rejoindre Agamemnon, elle prédit l'assassinat d'Agamemnon par son épouse Clytemnestre et son amant Egisthe, et la mort de ces derniers de la main d'Oreste, fils d'Agamemnon. (voir "La Troade", classiques Garnier 2019)
L'hirondelle de Jean de La Fontaine (1621-1695), dans sa fable "L'Hirondelle et les petits oiseaux", est une transposition de Cassandre (d'ailleurs nommée en fin de fable) par ses avertissements non écoutés des oiseaux sur le danger pour eux représenté par le chanvre que sèment sous leurs yeux les paysans.
Friedrich Schiller (1759-1805) lui consacre un long poème dans lequel Cassandre, seule et découragée, se plaint du mauvais cadeau d'Apollon.
Christa Wolf, écrivain connue pour ses actions contre le régime de la RDA à partir de 1976, en fait l'héroïne éponyme de Cassandre, autobiographie fictive écrite en 1983, dans laquelle Cassandre, sur le chemin qui la mène à Mycènes au palais du roi Agamemnon, se remémore les événements qui ont amené à la chute de Troie, et à la sienne.
Michèle Fabien confronte la Cassandre de Wolf à trois autres Troyennes qui gardent le désir de vivre tandis que la prophétesse refuse l’instinct de survie.
Marion Zimmer Bradley fait de Cassandre la narratrice de La Trahison des Dieux (1987).
En 2003, Béatrice Nicodème publie Les cauchemars de Cassandre dans la collection "Histoires noires de la mythologie".
En 2009, Bernard Werber publie Le Miroir de Cassandre où l'héroïne présente de nombreuses similitudes avec le personnage mythologique. L'auteur exploite l'idée que la vie est un éternel recommencement.
On peut également citer la Cassandre de Jean Giraudoux, où elle est dépeinte de façon pessimiste et sans aucune illusion. Cassandre est le symbole de la lucidité qui se heurte à la non croyance et à l'ignorance.
Cassandre fait une apparition dans une aventure de Corto Maltese (La Maison dorée de Samarkand de Hugo Pratt) où elle fait une prédiction dans le marc de café. Selon son frère Narcisse, elle ne se serait jamais trompée mais elle ne prédit que des malheurs.

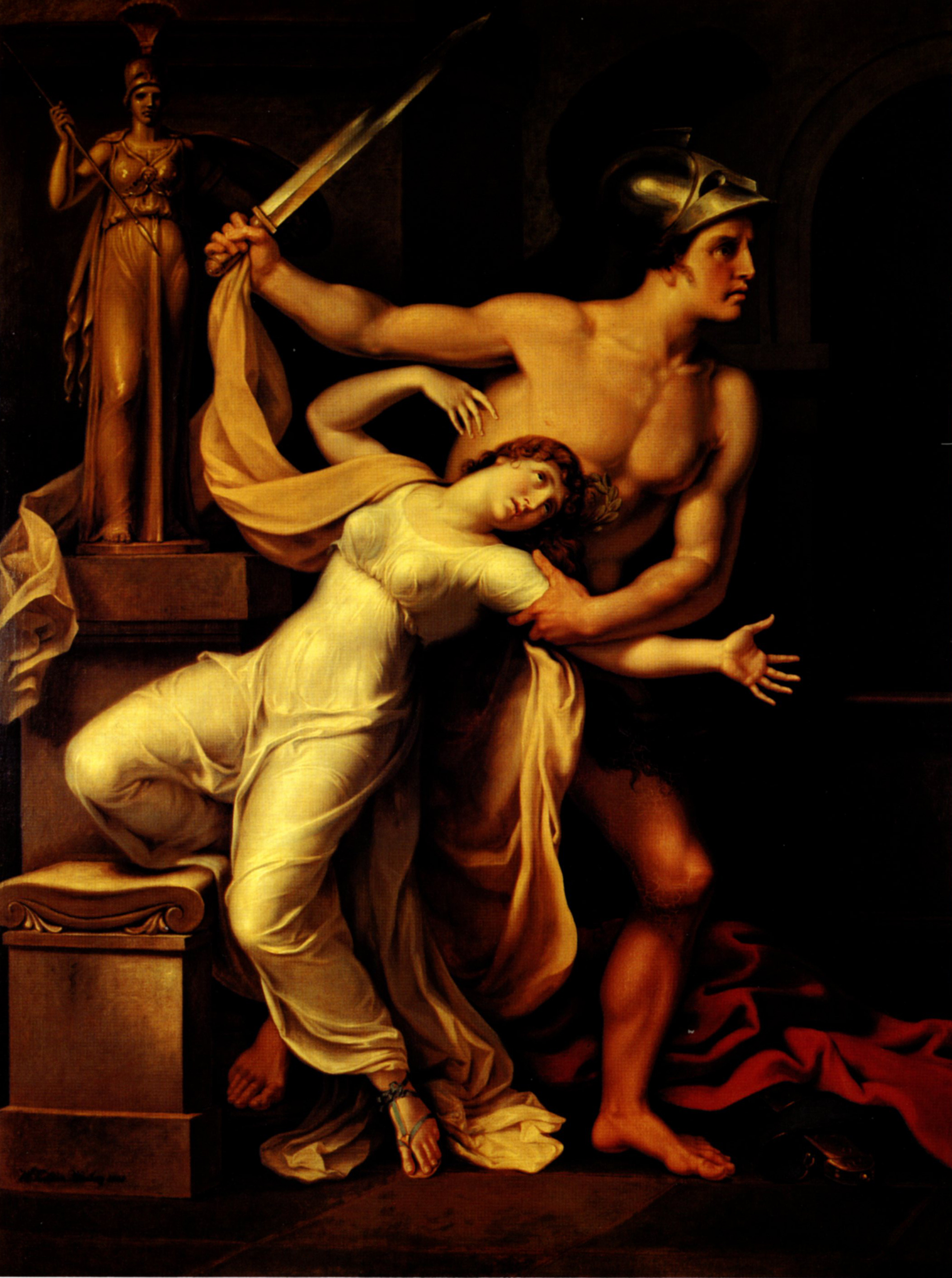
Johann Heinrich Wilhelm Tischbein, Ajax et Cassandre, 1806
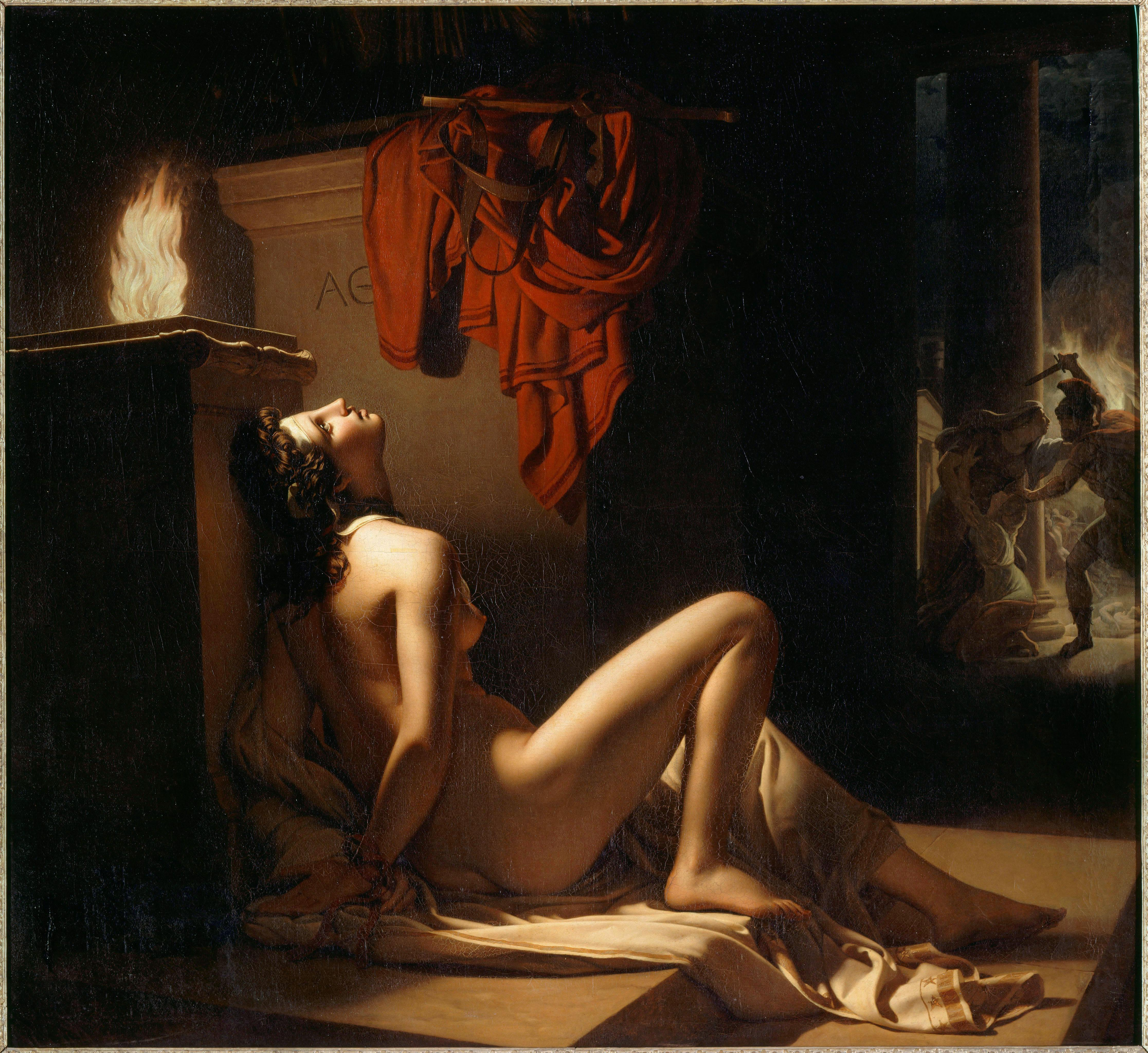
Jérôme-Martin Langlois, Cassandre implorant la vengeance de Minerve contre Ajax, 1810
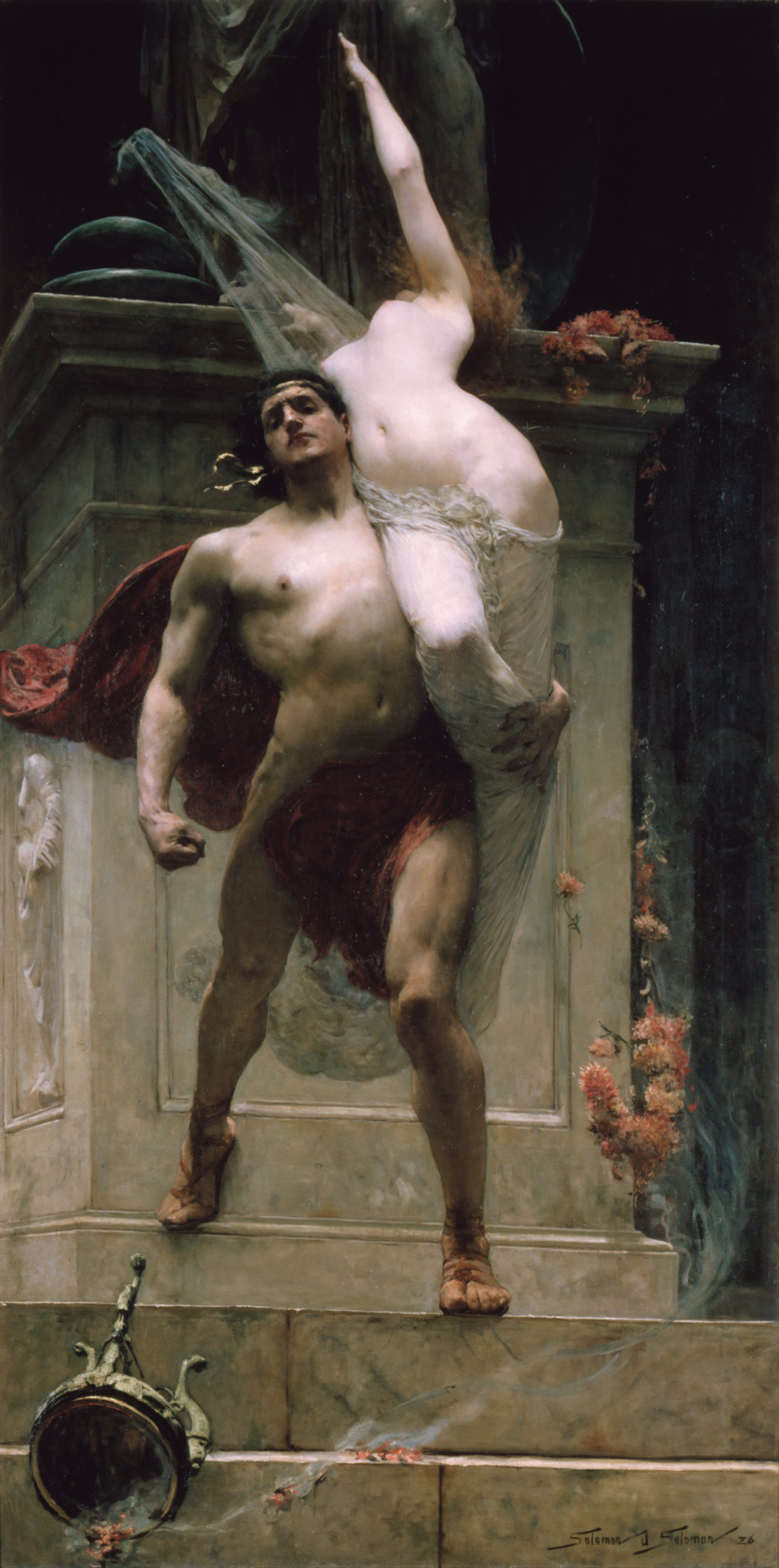
Solomon Joseph Solomon, Ajax et Cassandre, 1886
Evelyn De Morgan, Cassandre, cca. 1898

### Littérature contemporaine
- Le poète français Jean Laude a traité du mythe dans son œuvre Le Dict de Cassandre. Le poète américain Robinson Jeffers a écrit un poème sous le titre "Cassandre".

- Cassandre à bout portant est un livre de poésie de la poétesse Sandra Moussempès publié aux éditions Flammarion en 2021 qui est une variation libre autour du mythe de Cassandre, ce livre a obtenu le Prix Théophile-Gautier de l'Académie française 2022.
- Dans la série japonaise de light novels (et son adaptation animée) DanMachi, largement inspirée par diverses mythologies, un personnage prénommé Cassandra a comme son homonyme des visions prophétiques qui ne sont jamais crues, sauf par le héros de l'intrigue qui n'est pas sensible aux afflictions des dieux.

### Art contemporain
Cassandre est une des 1 038 femmes représentées dans l'œuvre contemporaine de Judy Chicago, The Dinner Party, aujourd'hui exposée au Brooklyn Museum. Cette œuvre se présente sous la forme d'une table triangulaire de 39 convives (13 par côté). Chaque convive étant une femme, figure historique ou mythique. Les noms des 999 autres femmes figurent sur le socle de l'œuvre. Le nom de Cassandre figure sur le socle, elle y est associée à Sophie, sixième convive de l'aile I de la table.

### Musique
- Cassandre, tragédie lyrique de François Bouvard (1706)
- Cassandra, cantate pour voix d'alto et clavecin, composée par Benedetto Marcello sur un livret du poète vénitien Antonio Conti, qui s'est principalement inspiré de l’Iliade et de l’Alexandra de Lycophron.
- Dans la première partie de l'opéra Les Troyens d'Hector Berlioz, Cassandre tient le rôle principal. L'action suit le déroulement classique du mythe. (Il est toutefois mentionné que Cassandre a un amant du nom de Chorèbe). Une fois que, en dépit de tous les avertissements, les Grecs ont fait entrer le cheval de bois dans la ville, Cassandre se poignarde avec d'autres Troyennes, qui redoutent la brutalité des Grecs plus que la mort.
- Cassandra, opéra de Vittorio Gnecchi, créé à Bologne en 1905.
- Cassandra's Dream Song (1970), pièce pour flûte solo de Brian Ferneyhough.
- Kassandra (1987), dans Oresteïa (1966) de Iannis Xenakis, est une pièce pour baryton solo amplifié et percussionniste soliste.
- Cassandra est le titre d'une chanson chantée par le groupe ABBA en 1982.
- Cassandre (1994) de Michael Jarrell, monodrame pour récitante, ensemble instrumental et électronique, d'après le Kassandra de Christa Wolf.
- Le groupe Theatre of Tragedy a écrit une chanson intitulée Cassandra, qui parle de ses rapports avec Apollon et de ses dons.
- En 2002, Karin Clercq, dans l'album Femme X, interprète une chanson intitulée Kassandre coécrite avec Guillaume Jouan.
- Cassandre est une musique et une danse de la Renaissance répertoriée dans L'Orchésographie (traité de danse) par Thoinot Arbeau en 1589. C'est un « Bransle coupé » de Champagne.
- Cassandra Aria est une musique composée par Danny Elfman pour le film Scream 2 de Wes Craven.
- Le groupe français Nine Eleven a sorti en janvier 2012 un album s'intitulant Le Rêve de Cassandre en référence à la mythologie.
- Le groupe de métal symphonique français Whyzdom parle de Cassandre dans leur chanson Cassandra's Mirror, paru sur leur album Blind?
- Cassandra est une chanson composé par l'auteur-compositeur-interprète italien Francesco Camattini (Ormeggi, 2003)
- Cassandre est un groupe de musique français.
- Cassandra est une chanson de Taylor Swift dans son album The Tortured Poets Department : The Anthology.

### Télévision et cinéma
- Le personnage de Cassandre a figuré dans plusieurs péplums :
  - Hélène de Troie (1956), où elle est interprétée par Janette Scott.
  - La Guerre de Troie (1961), où elle est interprétée par Lydia Alfonsi.
  - Les Troyennes (1971), où elle est interprétée par Geneviève Bujold.
  - Hélène de Troie (2003) (téléfilm), où elle est interprétée par Emilia Fox.
- Dans la série télévisée animée Hercule (1998) qui voit le jour à la suite du film de chez Walt Disney, Cassandre tient l'un des rôles principaux. Elle est la meilleure amie d'Hercule et va comme lui à l'école Prométhée. Elle est également l'amie d'Icare, qui est fou amoureux d'elle, mais elle le repousse à chacune de ses avances.
- Dans la série télévisée Hercule (1994), Cassandre apparaît dans l'épisode final de la saison 3 comme une habitante paria de l'Atlantide qui prédit sa destruction prochaine sans que ses concitoyens, ne croyant plus aux dieux, la prennent au sérieux.

Comme dans la mythologie, le personnage de Cassandre est victime de prophéties, mais jamais personne ne la croit.
- Dans L'Armée des douze singes (Twelve Monkeys) de Terry Gilliam, le réalisateur fait référence à ce mythe. Son personnage principal James Cole (Bruce Willis) est « atteint » par le syndrome de Cassandre et annonce la destruction de l'humanité.
- Dans le film Le Roi Scorpion (de Chuck Russell, 2002 - qui raconte l'histoire du personnage qui apparait dans le second film de la trilogie La Momie avec Brendan Fraser) le personnage interprété par Kelly Hu est directement inspiré de Cassandre. En effet, elle se nomme Cassandra, est voyante, et conseille un tyran du nom de Mémnon (ce qui ressemble beaucoup à Agamemnon).
- Le Rêve de Cassandre de Woody Allen (2007) renvoie aussi à cette mythologie.
- Le mythe de Cassandre est repris dans le dessin animé La petite Olympe et les dieux (épisode 17 : Cassandre, la prophétesse).
- Dans le film Scream 2 de Wes Craven (1997), le personnage de Sidney, joué par Neve Campbell interprète Cassandre dans une pièce de théâtre.
- Dans la série humoristique Kaamelott, Guenièvre se prépare à interpréter le personnage de Cassandre dans une pièce de théâtre (2006 : Saison 3 - épisode 15 : Guenièvre et Euripide).
- Dans la série Troy: Fall of a City (2018), le personnage de Cassandre est incarné par Aimee-Ffion Edwards
- Dans le film Promising Young Woman (2020), Carey Mulligan joue le rôle de la jeune serveuse Cassandra, qui cherche à venger le viol de son amie Nina. Les auteurs du viol ayant échappés à la justice, Cass trouve d'autre moyens pour révéler la vérité.
- Cassandre est une série télévisée franco-belge créée par Mathieu Masmondet et Bruno Lecigne, dont le premier épisode a été diffusé le 28 novembre 2015 sur France 3.

### Autres apparitions
- Cassandre fit également l'objet d'une attraction intitulée Fluch der Kassandra (la malédiction de Cassandre) dans le parc d'attractions Europa-Park en Allemagne, où cette dernière maudit les visiteurs assis dans une salle en constante rotation.

## Dans la langue française
Dans la langue française, Cassandre devient un nom commun désignant une personne pessimiste annonçant des malheurs. L'expression « jouer les cassandre » est ainsi utilisée pour désigner quelqu'un qui fait des prophéties dramatiques et dont les propos peuvent paraître exagérés.

## Sources antiques
- Pseudo-Apollodore, Bibliothèque [détail des éditions] [lire en ligne] (III, 12, 5)
- (en) Le Sac de Troie [détail des éditions] [lire en ligne]
- Homère, Iliade [détail des éditions] [lire en ligne] (Chant VI, 252 ; Chant XIII, 363 ; Chant XXIV, 699), Odyssée [détail des éditions] [lire en ligne] (Chant XI, 422)
- Pausanias, Description de la Grèce [détail des éditions] [lire en ligne] (V, 19, 5 ; X, 26, 3)
- Virgile, Énéide [détail des éditions] [lire en ligne] (Chant II, 245 et 343 ; Chant III, 183)